# Zamek Podskale

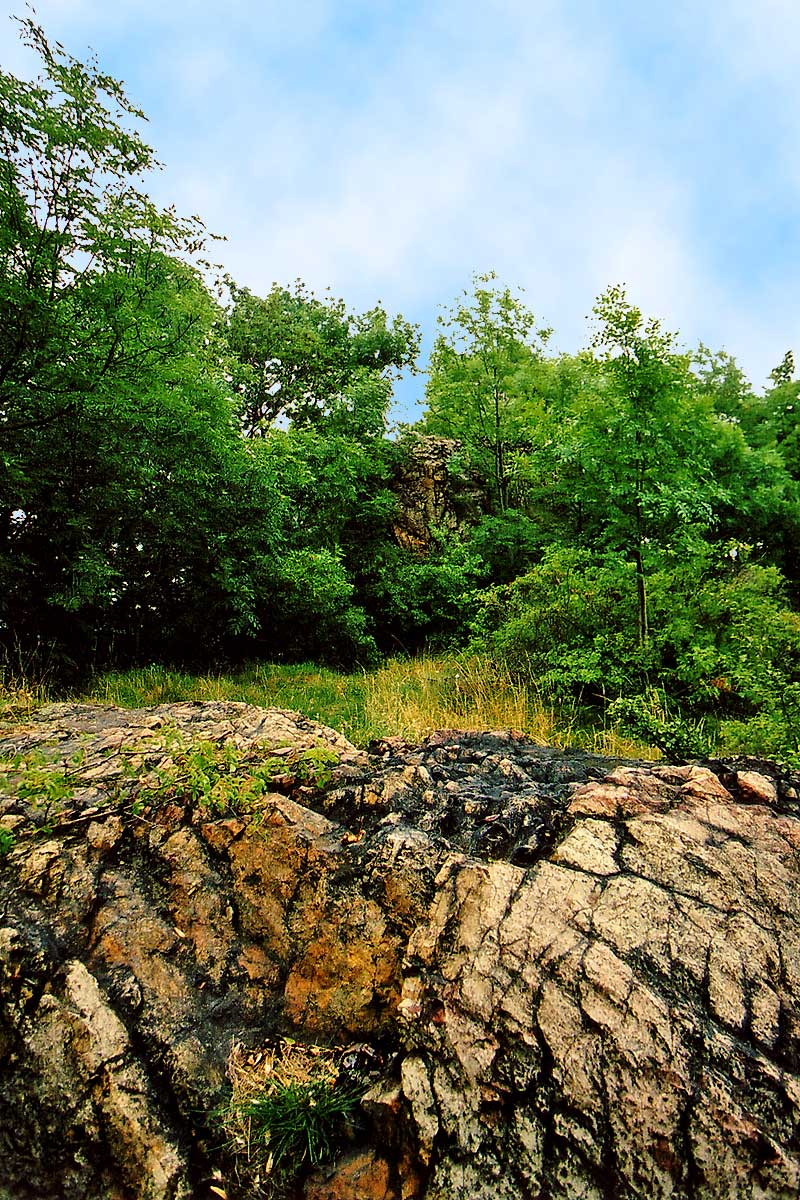
Widok na szczycie skały

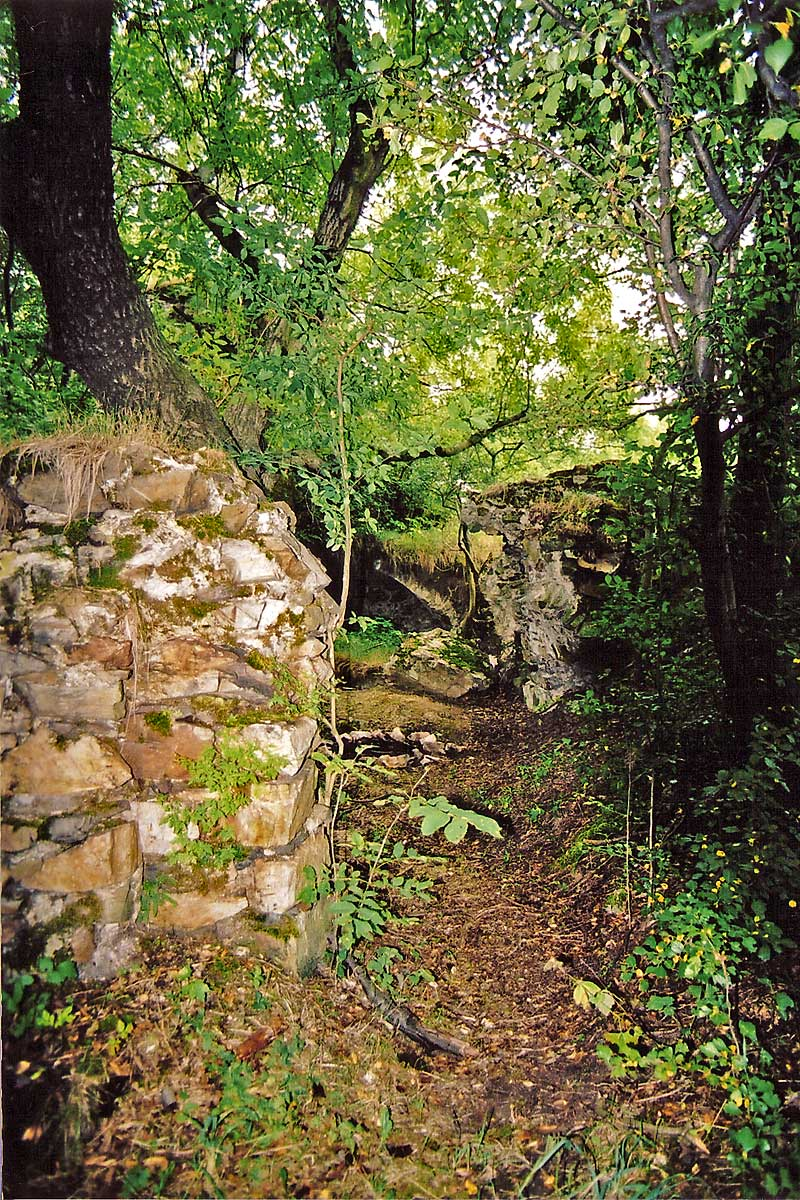
Pozostałości budowli

Zamek Podskale (niem. Talkenstein, Talkemhäuser) – zamek położony we wsi Rząsiny, w województwie dolnośląskim, w powiecie lwóweckim, w gminie Gryfów Śląski.

## Opis
Zamek znajduje się na szczycie wzniesienia (422 m n.p.m.), na skale wznoszącej się 25 m powyżej poziomu terenu. Dwuczłonowe założenie (zamek górny i dolny) zajmuje skaliste wzgórze. Na szczycie znajduje się plateau o  szer. ok.  7  m,  gdzie  zachował się fragment muru obwodowego i budynku. Na terenie dolnego zamku zachowały się relikty sklepionej piwnicy. Zamek wzniesiony został z łamanego kamienia.

## Historia
Od 1367 r. wzmiankowane są dobra rodziny von Talkenberg (braca Reintsche i Mikołaja) w Rząsinach (Wolkersdorf). W 1372 r. powiększyli swój majątek, kupując od Marithe von Wachaw jej dziedzictwo na terenie wsi. W latach 1385–1387 r. jedynym odnotowywanym posiadaczem tutejszych dóbr jest Mikołaj von Talkenberg. 
Według  tradycji warownię wzniósł w 1207 r. piastowski książę Henryk Brodaty dla obrony granicy od strony Czech. Burgrabiami lub wójtami zamku mieli być ówcześnie Talkenbergowie. W momencie inkorporacji księstwa świdnicko-jaworskiego do Korony czeskiej w 1368 r., mieli oni wejść w posiadanie zamku przez zasiedzenie. Inna wersja podaje, że Talkenbergowie zbudowali zamek w XIV w. i przenieśli się do niego z pobliskiej warowni w Gradówku (Pirszyn). Właściciele zamku Podskale odgrywali ważną rolę w latach 1468-1478 jako przeciwnicy Wrocławia i Macieja Korwina. Z tej racji podejmowali walkę partyzancką, polegającą m.in. na atakach na kupców wrocławskich. Warownia miała być zniszczona jako siedziba rycerza rabusia Bernarda Talkenberga w 1476 r. Dokonać tego miała, przy użyciu broni palnej (podminowanie) koalicja wojsk, w których skład wchodziły oddziały Macieja Korwina pod wodzą Jerzego Steina, mieszczanie lwóweccy i związek sześciu miast łużyckich, dopomogli w tym górnicy z Kowar, którzy wydrążyli podkop. Według innej wersji zamek miał być oblężony i zdobyty w 1478 r. przez Jana Zelenego w trakcie karnej ekspedycji wojsk węgierskich przeciwko zbuntowanym zamkom na południu Śląska. W  1479  r. Maciej Korwin obdarował miasto Lwówek wsią Rząsiny i ruinami zamku. W 1490 roku nową siedzibę w środkowej części wsi wzniósł Krzysztof Talkenberg, została jednak opuszczona przez jego syna Rumpolda, który przeniósł się do Płakowic. W 1818 r. jego relikty zamku zostały częściowo rozebrane i użyte przy budowie drogi, a w 1830 r. zabezpieczone. 
Na pamiątkę pierwszego zburzenia zamku we wsi Rząsiny codziennie o 9 rano bił dzwon. Ostatnim właścicielem przed II wojną światową był Hintz z Winckel.